# Matvei Nikitin
Matvei Nikitin (en rus: Матвей Никитин) (2 de juliol de 1992) és un ciclista kazakh. Professional des del 2015, actualment a l'equip Astana City.

## Palmarès
- 2019
  - 1r a l'Odessa Grand Prix